# Траоре, Амари
Амари Траоре (фр. Hamari Traoré; родился 27 января 1992, Бамако) — малийский футболист. защитник клуба «Реал Сосьедад» и сборной Мали.

## Карьера

### Клубная
Траоре начал свою футбольную карьеру в клубе ЮСФАС из Бамако. В сезоне 2011/2012 он дебютировал во второй малийской лиге. Летом 2012 года Траоре перешёл во французский «Париж». 10 августа 2012 года он дебютировал за «Париж» против клуба «Эпиналь».
В 2013 году Траоре перешёл в «Льерс». 30 октября 2013 года он дебютировал в бельгийской профессиональной лиге против «Локерена». 13 декабря 2014 года он забил свой первый гол за клуб в ворота «Вестерло».
В 2015 году Траоре стал игроком «Реймса», подписав трёхлетний контракт. 9 августа 2015 года он дебютировал в Лиге 1, в выездной игре против «Бордо». В сезоне 2015/2016 «Реймс» вместе с ним вылетел из Лиги 1 в Лигу 2. 10 июня 2017 года Траоре подписал четырёхлетний контракт с клубом «Ренн». 19 января 2020 года он забил свой первый гол за клуб в матче Кубка Франции против «Атлетико Марсель». С клубом Траоре выиграл Кубок Франции 2018/19 и дебютировал в Лиге чемпионов, Лиге Европы и Лиге конференций. Траоре сыграл более 200 матчей за клуб.
В 2023 году Траоре подписал контракт с испанским клубом «Реал Сосьедад» сроком на два года.

### Международная
Траоре был вызван в национальную сборную Мали и 9 октября 2015 года дебютировал в товарищеской матче против Буркина-Фасо, Мали победил со счётом 4:1. 9 октября 2020 года он забил свой первый гол за сборную в товарищеском матче против Ганы.
В составе сборной Траоре был участником Кубка африканских наций 2017 в Габоне, 2019 в Египте, 2021 в Камеруне и 2023 в Кот-д’Ивуаре.

## Достижения
«Ренн»
- Обладатель Кубка Франции: 2018/19